# Standardisiertes Privatkundengeschäft
Das standardisierte Privatkundengeschäft (oder Retail Banking; von englisch retail „Einzelhandel“) ist ein Teil des Privatkundengeschäftes der Kreditinstitute, das auf dem Massenmarkt durchgeführt wird. 

## Allgemeines
Privatkunde ist jede natürliche Person, die eine Bankverbindung weder aus gewerblichen noch aus einer selbständigen beruflichen Tätigkeit unterhält. Im Gegensatz zum Private Banking, das ebenfalls Teil des Privatkundengeschäftes der Banken ist, sich an vermögende Privatkunden richtet und auf dem Klassenmarkt stattfindet, stehen beim standardisierten Privatkundengeschäft keine individuellen Lösungen, sondern der Vertrieb von Standard-Finanzprodukten im Vordergrund. Es wird als ein produkt- oder produktionszentriertes, standardisiertes Massengeschäft mit einer Vielzahl von Bankkunden verstanden.

## Bestandteile
Wesentliche Bereiche des Retailgeschäfts sind
- Einlagengeschäft:
  - Finanzprodukte wie Sparkonten, Tages- und Termingelder, Sparbriefe;
  - Wertpapier- und Wertpapierdepotgeschäft;
- Kreditgeschäft:
  - Kredite wie Konsumkredite, Dispositionskredite, Lombardkredite;
  - Baufinanzierungen;
- Zahlungsverkehr:
  - Kontoführung und bargeldloser Zahlungsverkehr;
  - Zahlungskarten;
  - Barauszahlungen und Bareinzahlungen über Geldautomaten.

Hinzu kommt der Vertrieb von Bausparverträgen, Investmentfonds und Versicherungen.
Im Vergleich zu dem Firmenkundengeschäft, aber auch zum Private Banking, ist das Absatzvolumen der einzelnen Geschäfte relativ gering. Im Gegenzug sind hohe Stückzahlen zu bearbeiten. Aus diesem Grund werden hoch standardisierte Produkte anstelle von individuellen Lösungen angeboten.
Ein einheitlich angewandter Preisaushang informiert gemäß § 12 Abs. 1 PAngV in den Geschäftsräumen über die Regelsätze im standardisierten Privatkundengeschäft. Dazu gehören die Zinssätze (Soll-, Kredit-, Überziehungs- und Habenzinsen), Bankgebühren oder Provisionen. Die Kreditinstitute verhalten sich hinsichtlich der Preisgestaltung als Optionsfixierer, lassen also im Regelfall keine Preisverhandlungen zu.

## Vertriebskanäle
Der Vertrieb im standardisierten Privatkundengeschäft erfolgt über verschiedene Vertriebskanäle:
- über ein eigenes Filialnetz,
- über eine Direktbank,
- über das Telefonbanking oder
- über das Internetbanking.

Der Vertrieb stellt für das Retailgeschäft einen wesentlichen Kostenblock dar. Daher sind Bankprodukte, die ohne einen stationären Vertrieb (und ohne Beratung) auskommen, typischerweise preisgünstiger.
Im Retailgeschäft sind erheblich höhere Margen zu erwirtschaften als im Geschäft mit Firmenkunden. Durch die hohe Standardisierung und das Massengeschäft können sich Universalbanken das Gesetz der Massenproduktion mit dem Kostenvorteil der Kostendegression zu Nutze machen.

## Der Markt
In Großbritannien herrscht im Retailgeschäft ein Oligopol weniger Banken, die sich kaum Konkurrenz machen und somit hohe Margen im Retailgeschäft verwirklichen können. Das Gegenbeispiel existiert aktuell in Deutschland, das im Retailgeschäft eine hohe Bankstellendichte aufweist. Eine Vielzahl verschiedener Anbieter von Sparkassen über Genossenschaftsbanken, Großbanken bis hin zu den exklusiven Privatbanken konkurrieren intensiv am Markt.
Das Schweizer Retail Banking macht einen besonders großen Teil des gesamten Bankgeschäfts aus, da man davon ausgehen kann, dass eine Bank deutlich mehr Privatkunden als Firmenkunden betreut. Deshalb sind hier auch viele Mitarbeiter beschäftigt, die die Kunden beraten und informieren sollen, denn ein großer Teil des Gewinns der Banken wird aus dem Retail Banking, also dem Geschäft mit den Privatkunden, generiert, sodass sich die Investition in eine große Anzahl Mitarbeiter durchaus lohnt. Von der aktuellen Finanzkrise ist das Retail Banking kaum betroffen. Der Schweizer Bankkunde zahlt bis zu Fr. 200 für die alltäglichen Dienste der Bank und ist somit weltweiter Rekordhalter.